# Filip od Belgije
Filip ili Philippe (nizozemski: Filip Leopold Lodewijk Maria; francuski: Philippe Léopold Louis Marie, Bruxelles, 15. travnja 1960.) je kralj Belgije. 
Najstarije je dijete kralja Alberta II. i kraljice Paole. Svoga oca je naslijedio zbog abdikacije iz zdravstvenih razloga, 21. srpnja 2013. godine. 
Godine 1999. oženio se za Mathilde d'Udekem d'Acoz, s kojom ima četvoro djece. Njegovo najstarije dijete, princeza Elizabeta, je prijestolonasljednica.